# بروت (كولونيا)
بروت (
تنطق بالفرنسية: [bʁyt]

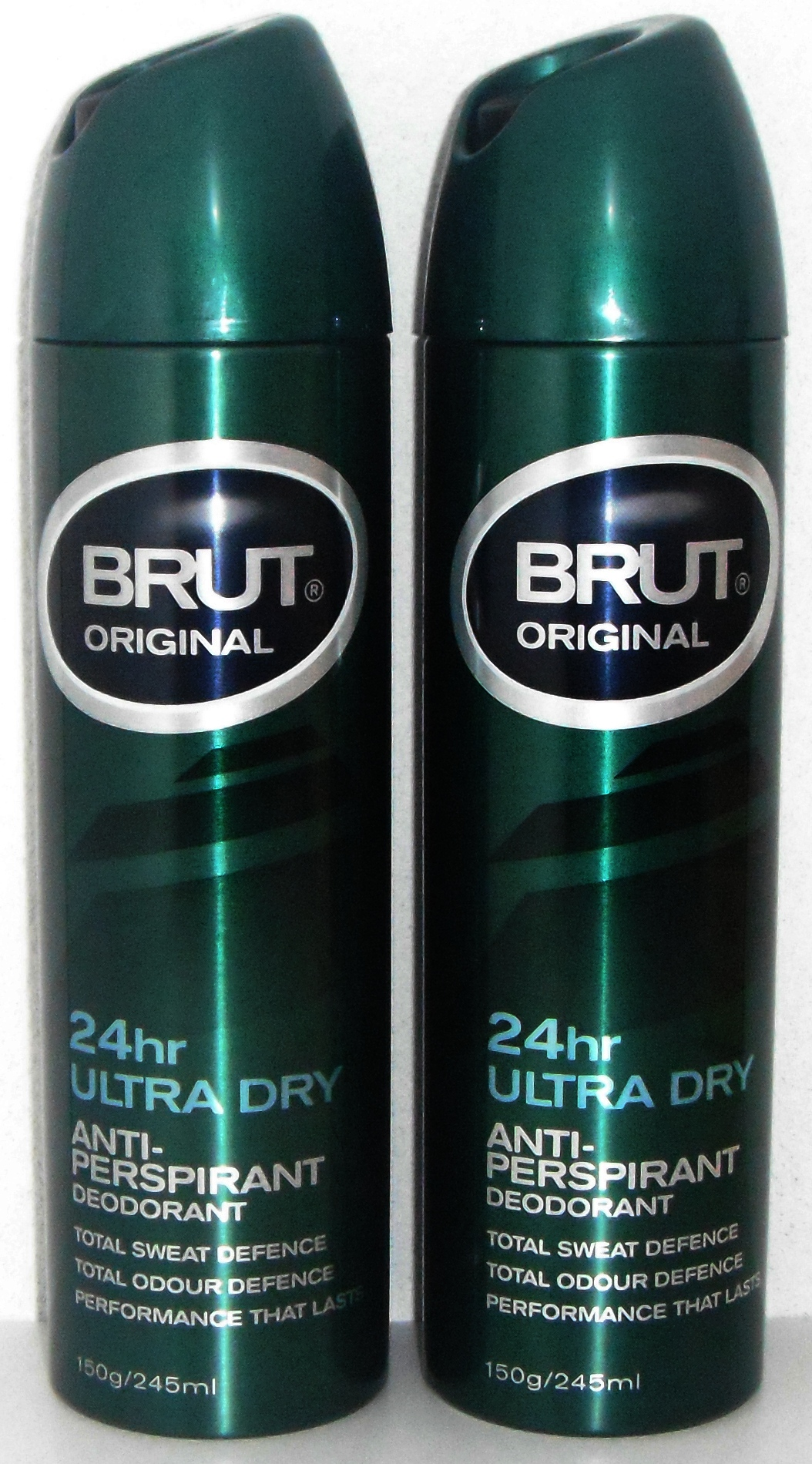
مزيل رائحة العرق برائحة بروت الأصلية

) هو اسم علامة تجارية لخط منتجات تزين شخصي وتعطير للرجال أطلقته شركة فابرجيه عام 1964. توسعت منتجات بروت لتشمل منتجات ما بعد الحلاقة، والكريمات، ومزيلات رائحة العرق. يتم تعبئة كولونيا بروت في زجاجة خضراء محلاة بميدالية فضية اللون لا تزال تباع في 2018.